# The Heavy Entertainment Show
| Recensione       | Giudizio |
| ---------------- | -------- |
| The Guardian     | [ 11 ]   |
| NME              | [ 12 ]   |
| The Independent  | [ 13 ]   |
| Evening Standard | [ 14 ]   |
| Daily Mail       | [ 15 ]   |
| Rolling Stone    | [ 2 ]    |

The Heavy Entertainment Show è l'undicesimo album in studio del cantautore britannico Robbie Williams, edito il 4 novembre 2016 dall'etichetta CBS Records.
È divenuto il 12º disco di Williams a raggiungere la vetta della classifica britannica degli album, fatto che ha reso Williams l'artista solista britannico di maggiore successo di tutti i tempi.

## Accoglienza
In Italia, Heavy Entertainment Show ricevette critiche positive. Il Fatto Quotidiano scrisse: "se il pop è ovviamente la base su cui il nostro si muove, stavolta Robbie ancora più che in precedenza gioca la carta del mischiare le carte, tirando in ballo sonorità e nomi (John Grant, Rufus Wainwright, Bandon Flowers, Ed Sheeran) che, se uno avesse ipotizzato queste collaborazioni a freddo, con buone probabilità gli sarebbe stato imposto un TSO", lodò i "suoni carichi, orchestrali, a fianco di suoni contemporanei, moderni come solo un perfetto disco pop deve essere", e concluse etichettandolo un "ritorno coi fiocchi" di una "popstar totale quale Robbie Williams è e sa di essere". Rockol lo definì "un disco vario, che mostra le diverse sfaccettature dell'intrattenimento - come Robbie ha sempre fatto. E come continua a fare anche oggi, con il suo unico mix di sfacciataggine e divertimento. Fa finta di prendersi sul serio, come in quella foto di copertina dove combatte con se stesso. Ma si diverte e fa divertire, da vero professionista del pop".

## Tracce
Disco 1 (Edizione standard)
1. The Heavy Entertainment Show – 3:22 (Serge Gainsbourg, Robbie Williams, Guy Chambers, Rufus Wainwright, Christopher Heath)
2. Party Like a Russian – 3:02 (Robbie Williams, Guy Chambers, Sergej Sergeevič Prokof'ev, Christopher Heath)
3. Mixed Signals – 3:58 (Brandon Flowers, Dave Keuning, Mark Stoermer, Ronnie Vannucci Jr.)
4. Love My Life – 3:28 (Robbie Williams, Gary Go, Johnny McDaid)
5. Motherfucker – 4:17 (Robbie Williams, Flynn Francis, Timothy Metcalfe)
6. Bruce Lee – 3:13 (Robbie Williams, Stuart Price)
7. Sensitive – 3:16 (Robbie Williams, Stuart Price, Jackson Guthy)
8. David's Song – 4:14 (Robbie Williams, Guy Chambers, Kara DioGuardi, Jewel Kirchner)
9. Pretty Woman – 2:55 (Robbie Williams, Benny Blanco, Steve Robson, Ed Sheeran)
10. Hotel Crazy (feat. Rufus Wainwrigh) – 4:25 (Rufus Wainwright, Robbie Williams, Guy Chambers)
11. Sensational – 3:47 (Mike Curb, Mack David, Robbie Williams, Guy Chambers, Rufus Wainwright, Christopher Heath)

Disco 2 (Edizione deluxe)
1. When You Know – 4:20 (Seckou Keita, Jimmy Carr, Robbie Williams, Guy Chambers)
2. Time on Earth – 4:51 (Robbie Williams, Guy Chambers, Christopher Heath)
3. I Don't Want to Hurt You (feat. John Grant) – 4:18 (Robbie Williams, Guy Chambers, John Grant)
4. Best Intentions – 3:44 (Robbie Williams, Guy Chambers, Christopher Heath)
5. Marry Me – 3:53 (Karl Brazil, Ben Castle, Steve McFadden, Robbie Williams)

## Formazione
- Robbie Williams - voce
- Guy Chambers - glockenspiel, cori, fisarmonica, pianoforte, sintetizzatore, dulcimer
- Paul Stacey - chitarra acustica, chitarra elettrica
- Dave Catlin-Birch - chitarra acustica, cori, basso
- Stuart Price - tastiera, programmazione, chitarra
- Jeremy Stacey - batteria
- Johnny McDaid - chitarra acustica, programmazione, sintetizzatore, pianoforte, organo Hammond, chitarra elettrica
- Karl Brazil - batteria, tamburello
- Richard Flack - sintetizzatore, programmazione, percussioni
- Mark Stoermer - basso
- Ed Cervenka - dulcimer, cembalo
- Dan Ellis - percussioni
- Chris Hutchings - sintetizzatore, programmazione
- Dave Keuning - chitarra
- Ronnie Vannucci Jr. - batteria
- Oscar Golding - basso
- Jim Board - chitarra acustica, chitarra elettrica
- Chloe Askew, Gary Go, Andrea Grant, Gary Nuttall, Rihanna Kenny, Celeste Chambers, Adetoun Rattenbury, Lexy Townsend-Rose - cori

## Successo commerciale
L'album ha debuttato alla posizione numero 5 della classifica album italiana la settimana del 10 novembre 2016. La settimana seguente è sceso alla posizione numero 10, e la terza settimana alla numero 16.